# Chambless
Chambless è una città fantasma nel deserto del Mojave della contea di San Bernardino, in California, negli Stati Uniti d'America, a sud della Interstate 40, sulla storica Route 66.
Chambless si trova a est delle Bullion Mountains e di Ludlow e dieci miglia a est dell'Amboy Crater e di Amboy, California. Lo ZIP code è 92319 e la comunità si trova all'interno del prefisso 760. Si trova a 3 miglia a nord della città ferroviaria di Cadiz.

## Storia
Chambless, originariamente conosciuta come Chambless Station, è una delle "città alfabeto" situate lungo la U.S. Route 66 che ha fornito torri dell'acqua per servire la Atchison, Topeka and Santa Fe Railway. Divenne popolare agli automobilisti e turisti per i viaggiatori della Route 66, ma è praticamente scomparsa dall'apertura della I-40 nel 1973.
Nel 2005, la popolazione di Chambless era di 6 abitanti e un cane, come pubblicato su un cartello che entrava in città. C'è un Historical Landmark Marker proprio a est della città che spiega la storia delle città alfabeto.
Anche situato a Chambless era il "Roadrunner Cafe" con il suo cartello grande e alto, che ha chiuso i battenti nel 1995.